# Novogireevo
Il quartiere Novogireevo (in russo Район Новогиреево?) è un quartiere di Mosca sito nel Distretto Orientale.
Nell'attuale area del quartiere sorgeva il villaggio di Gubino-Gireevo, noto sin dal XVI secolo. All'inizio del XX secolo l'ex colonnello Aleksandr Ivanovič Torleckij individua nella zona un'area dove avviare una lottizzazione e la realizzazione di un villaggio a vocazione turistica con abitazioni dotate dei comfort dell'epoca (acqua corrente, telefono); l'operazione viene propagandata tramite opuscoli pubblicitari su cui compare per la prima volta il nome di Novogireevo. Il progetto iniziale, con la griglia di vie e l'identificazione dei lotti è del 1907. Vengono inoltre realizzati un pozzo artesiano e una torre d'acquedotto. Si tratta del primo insediamento abitato nei pressi di Mosca la cui realizzazione è stata progettata e pianificata.
Nel 1908 viene realizzata la fermata di Novogireevo sulla linea ferroviaria per Nižnij Novgorod, a circa 20 minuti di distanza dal centro cittadino.
Gireevo e Novogireevo vengono inclusi nel territorio della città nel 1960 e l'area comincia a perdere il suo carattere rurale; tra il 1965 e il 1970 gli abitati vengono demoliti per far posto alla realizzazione di condomini e altra edilizia residenziale popolare, pur lasciando immutata la griglia stradale originaria. L'area entra inizialmente a far parte del quartiere Kalininskij e, dal 1969 del quartiere Perovskij, da cui il quartiere attuale viene scorporato nel 1991.
Il quartiere è servito dalla stazione della metropolitana omonima.